# Bjarne Ness
Bjarne Ness, född den 17 mars 1902 i Trondheim, död den 13 december 1927 i Paris, var en norsk målare och illustratör.

## Biografi
Ness var son till en industriarbetare, som den äldste av sex syskon, och växte upp under ganska knappa omständigheter. Han visade tidigt intresse och talang för konst. Efter grundskola i Lilleby gick han på det kommunala läroverket från 1916 till 1919. Under denna period fick han också sina första professionella teckningslektioner av professor Harald Krogh på Norges tekniska högskola, som drev en konstskola på sin fritid. 
Ness blev med tiden betraktad som en av Trondheims största söner, som ett resultat av hans konst. Men han var till en början tvungen att lägga konsten åt sidan för ett arbete som gav honom hans försörjning, och blev aspirant vid järnvägen. År 1923 började han Järnvägsskolan i Hamar, och samma höst fick han arbete i Oslo.
I Oslo kom Ness i nära kontakt med konstlivet i huvudstaden, och hans stora intresse för bildkonst ökade snabbt. År 1924 blev han elev vid målarskolan hos Axel Revold. Han tillägnade sig Matisse-skolans idéer, men studerade också gamla mästare som Michelangelo, Rafael och Delacroix m. fl. Han arbetade målmedvetet med den klassiska kompositionens problem för att ge sina figurgrupper fasthet och sammanhang, men utvecklade också en rik och känslig palett av kylig klarhet. Hans förenklade och något kubiserade figurmotiv har en sträng och klassisk resning.
År 1925 fick han stor uppmuntran genom att bli antagen till, och få bra recensioner på, den traditionella höstutställningen. Tiden därefter delade han mellan järnvägen och måleriet. Så småningom sålde han några av sina verk, och han fick också ett större uppdrag med utsmyckning av Østensjø skola i Oslo.
De sista åren av sitt liv var hans produktion hektiskt och involverade flera verk som kommit att räknas som klassiska: De tre ryttere, Gjöglere, Seierherren, Selvportrett, etc.
Hösten 1927 kunde han till sist förverkliga sin dröm om att resa till Paris, men han led av tuberkulos och dog en månad senare, den 13 december 1927 endast 25 år gammal. Den 2 januari 1928 begravdes han på Lademoen kyrkogården .
År 1965 uppkallades en gata efter honom i Nardo (Steindal/Othilienborg) i Trondheim, Bjarne Ness veg.